# Christus Koningkapel

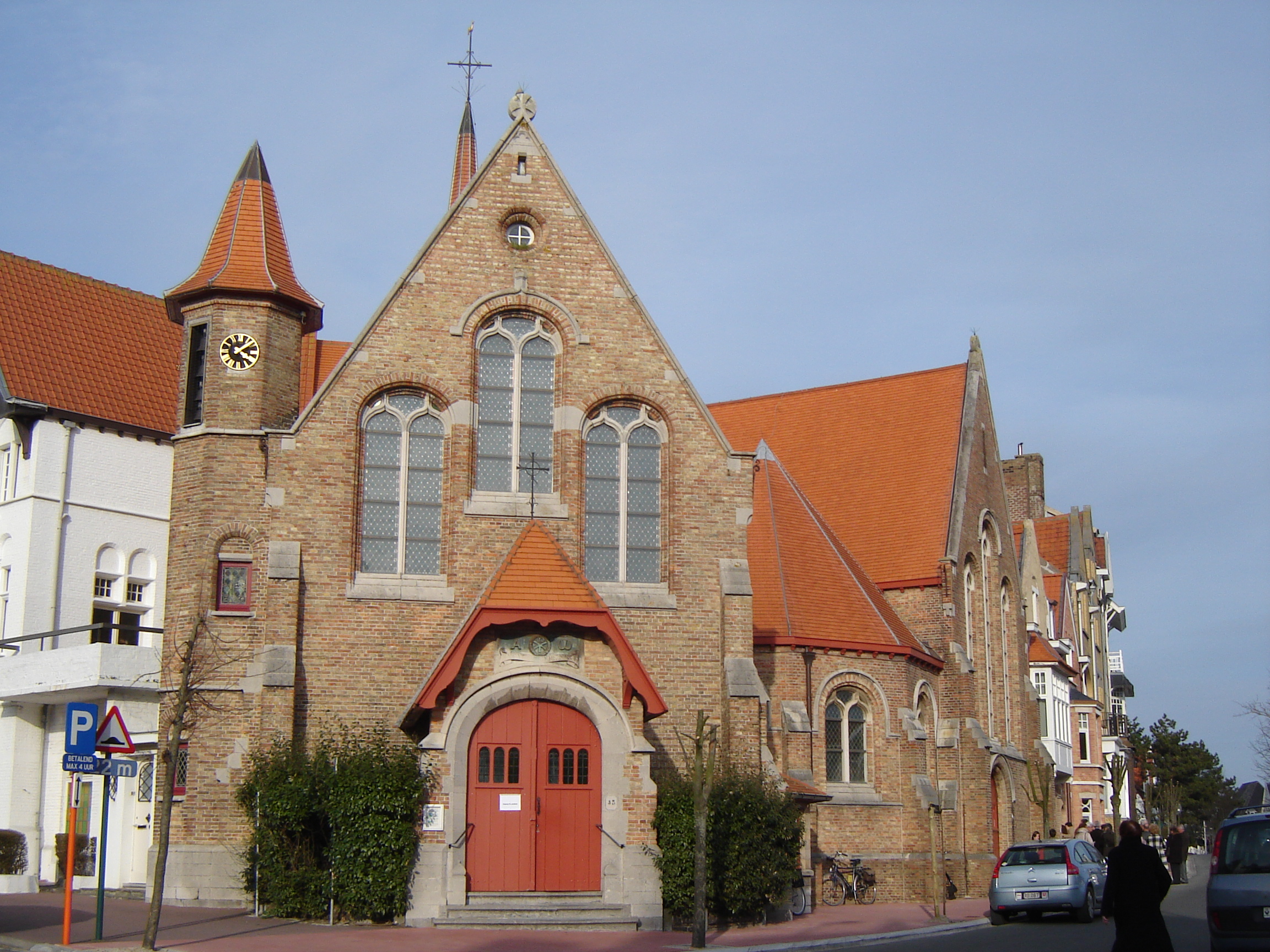
Christus Koningkapel

De Christus Koningkapel is een kapel aan de Duinendreef 29 in de tot de Belgische gemeente Knokke-Heist behorende plaats Duinbergen.

## Geschiedenis
De kapel werd gebouwd in 1905 naar ontwerp van Jozef Viérin. In dat jaar stonden er drie hotels en een vijftigtal villa's in het zich ontwikkelende Duinbergen. Er was behoefte aan een kerkgebouw en dit kwam er. Het werd geïntegreerd in een monumentaal huizenblok. De kapel werd in 1929 vergroot waarbij het schip met twee traveeën verlengd werd en een nieuw koor werd gebouwd in de vorm van een achthoekige ruimte. Ook werd aan de oorspronkelijk eenbeukige kerk een nieuwe beuk toegevoegd, haaks op het oorspronkelijke schip.
Toen in 1939 de Heilige-Familiekerk in gebruik werd genomen, werd de kapel gesloten en slechts in de zomermaanden nog gebruikt.

## Gebouw
Het betreft een neogotisch bakstenen gebouw van 1905 en 1929 met een vooruitgeschoven ingangsportaal dat gedekt is door een wolfsdak. Aan de linkerzijgevel is een bescheiden achtkantig torentje aangebouwd.